# كونور هانسن
كونور هانسن (بالإنجليزية: Connor Hansen)‏ هو محامي وقاضي وسياسي أمريكي، ولد في 1 نوفمبر 1913، وتوفي في 21 أغسطس 1987.